# Axel Pretzsch
Axel Pretzsch (* 16. Juni 1976 in Hamburg) ist ein ehemaliger deutscher Tennisspieler.

## Karriere
Seine höchste Platzierung in der Tennisweltrangliste im Einzel erreichte der zweifache deutsche Jugendmeister Pretzsch am 14. Januar 2002 mit dem 99. Platz. In der Doppel-Wertung war er am 7. April 2003 auf Rang 318 gelistet. In der Tennis-Bundesliga spielte er für TC Blau-Weiss Halle, TC Rot-Weiß Hagen und MTTC Iphitos. 2007 übernahm er das Traineramt beim SV Halstenbek-Rellingen, für den er auch als Spieler tätig war.

## Erfolge
| Legende                       |
| Grand Slam                    |
| Tennis Masters Cup            |
| ATP Masters Series            |
| ATP International Series Gold |
| ATP International Series      |
| ATP Challenger Series (7)     |

### Einzel

#### Turniersiege
| Nr. | Datum            | Turnier       | Belag     | Finalgegner      | Ergebnis        |
| --- | ---------------- | ------------- | --------- | ---------------- | --------------- |
| 1.  | 14. Februar 1999 | Wolfsburg (1) | Teppich   | Diego Nargiso    | kampflos        |
| 2.  | 21. Februar 1999 | Lübeck        | Teppich   | Michael Kohlmann | 7:62, 6:4       |
| 3.  | 11. Februar 2001 | Breslau       | Hartplatz | Antony Dupuis    | 7:5, 7:61       |
| 4.  | 18. März 2001    | Magdeburg     | Teppich   | Clemens Trimmel  | 6:4, 6:4        |
| 5.  | 15. Juli 2001    | Granby        | Hartplatz | Jeff Morrison    | 6:75, 6:3, 6:4  |
| 6.  | 23. Februar 2003 | Wolfsburg (2) | Teppich   | Arvind Parmar    | 6:71, 7:65, 6:4 |

### Doppel

#### Turniersiege
| Nr. | Datum            | Turnier   | Belag   | Partner         | Finalgegner                         | Ergebnis |
| --- | ---------------- | --------- | ------- | --------------- | ----------------------------------- | -------- |
| 1.  | 23. Februar 2003 | Wolfsburg | Teppich | Karsten Braasch | Alexander Peya Aisam-ul-Haq Qureshi | 6:4, 6:2 |